# اليوم العالمي للفتاة

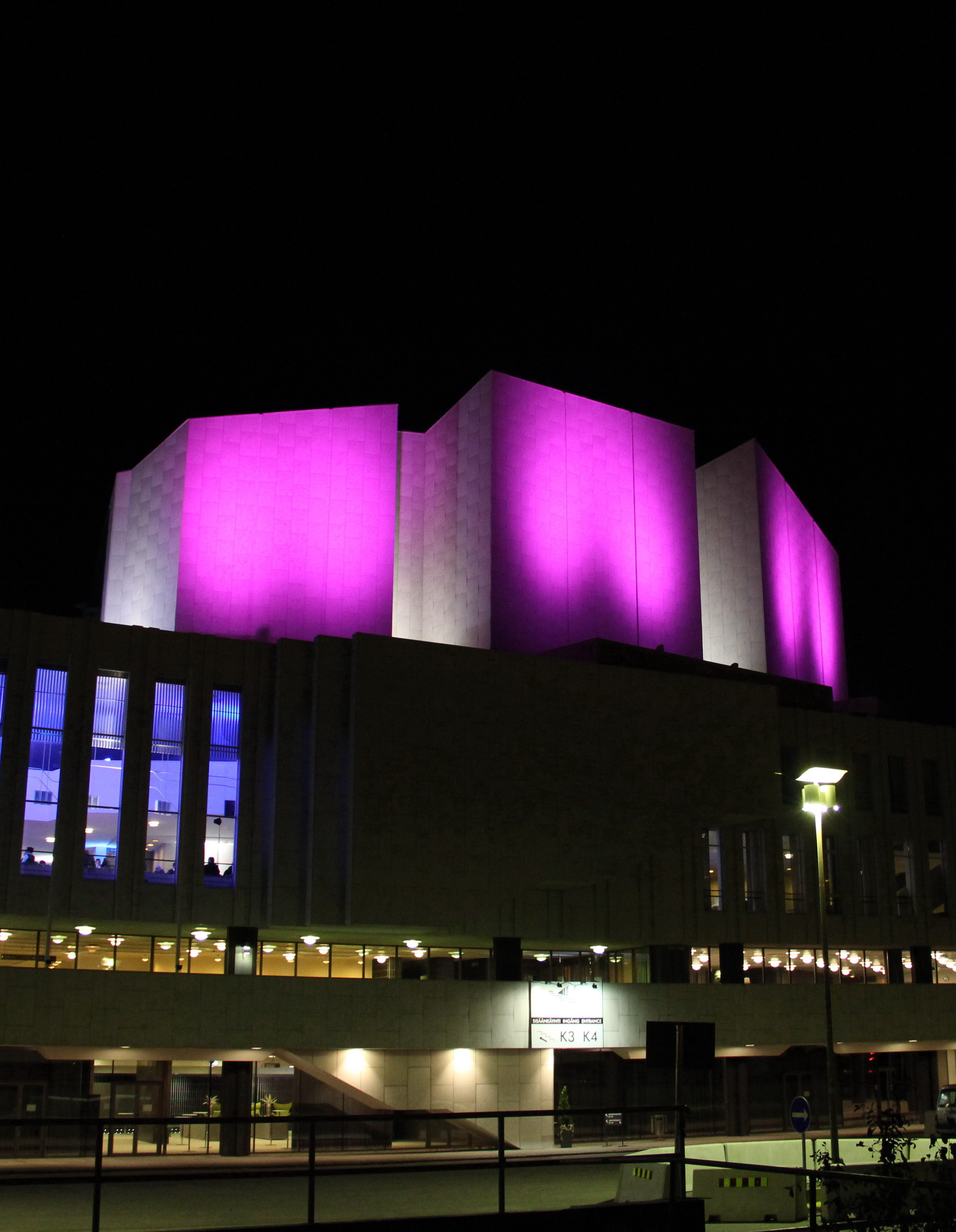
قاعة فنلنديا ، هلسنكي، فنلندا. مضيئة بالوردي لدعم اليوم الدولي الأول للفتاة في 11 أكتوبر 2012.

اليوم العالمي للفتاة أو اليوم العالمي للطفلة (بالإنجليزية: International Day of the Girl Child)‏ هو الاحتفال الدولي الذي أعلنته الأمم المتحدة في اليوم الحادي عشر من شهر أكتوبر/تشرين الأول من كل عام، لدعم الأولويات الأساسية من أجل حماية حقوق الفتيات والمزيد من الفرص للحياة أفضل، وزيادة الوعي من عدم المساواة التي تواجهها الفتيات في جميع أنحاء العالم على أساس جنسهن، هذا التفاوت يشمل مجالات مثل الحق في التعليم، والتغذية، والحقوق القانونية، والرعاية الصحية والطبية، والحماية من التمييز والعنف والحق في العمل، والحق في الزواج بعد القبول والقضاء على زواج الأطفال والزواج المبكر. الاحتفال باليوم أيضا «يعكس نجاح الفتيات والنساء الشابات كمجموعة متميزة في سياسة التنمية والبرمجة والبحث».

## خلفية
يزيد اليوم الدولي للفتاة الوعي بالقضايا التي تواجه الفتيات في جميع أنحاء العالم. لا تتضمن الكثير من خطط التنمية العالمية الفتيات أو تنظر لهن، وقضاياهن «غير مرئية». لم تتح الفرصة لأكثر من 62 مليون فتاة حول العالم للحصول على التعليم، وفقًا للوكالة الأمريكية للتنمية الدولية في عام 2014. في جميع أنحاء العالم وبشكل جماعي، تنفق الفتيات اللواتي تتراوح أعمارهن بين 5 و 14 سنة قضين أكثر من 160 مليون ساعة على الأعمال المنزلية أكثر من البنين من نفس العمر. على الصعيد العالمي، تتزوج واحدة من كل أربع فتيات قبل سن الثامنة عشرة. حثت إيما واتسون - سفيرة الأمم المتحدة للنوايا الحسنة - في 11 أكتوبر / تشرين الأول 2016 البلدان والعائلات في جميع أنحاء العالم على وضع حد لزواج الأطفال القسري. كثير من الفتيات حول العالم معرضات لأفعال العنف الجنسي ويذهب مرتكبو العنف في كثير من الأحيان دون عقاب.
يساعد يوم الفتيات على رفع مستوى الوعي ليس فقط حول القضايا التي تواجه الفتيات، ولكن أيضًا ما قد يحدث عند حل تلك المشكلات. على سبيل المثال، يساعد تعليم الفتيات على تقليل معدل زواج الأطفال والمرض ويساعد على تعزيز الاقتصاد من خلال مساعدة الفتيات في الحصول على وظائف ذات رواتب أعلى.

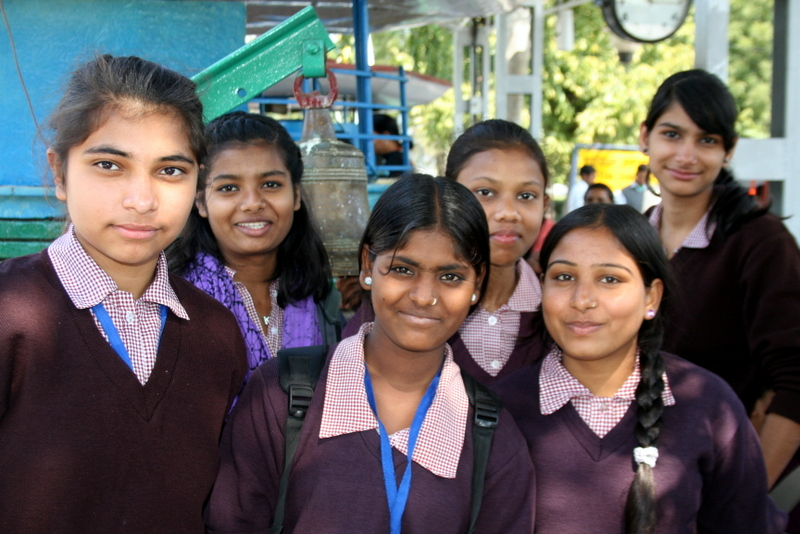
بنات في فعاليات اليوم الدولي للبنات 2014.

## تاريخ
بدأت مبادرة اليوم الدولي للفتيات كمشروع لمنظمة بلان إنترناشيونال، وهي منظمة غير حكومية تعمل في جميع أنحاء العالم. نشأت فكرة الاحتفال باليوم العالمي للفتيات من حملة  بلان إنترناشيونال«لأنني فتاة»، التي ترفع الوعي بأهمية رعاية الفتيات عالمياً وفي البلدان النامية على وجه الخصوص. التقى ممثلو  بلان إنترناشيونال في كندا بالحكومة الفيدرالية الكندية للسعي إلى تكوين ائتلاف أنصار رفع الوعي بالمبادرة على الصعيد الدولي. في النهاية، حثت منظمة بلان إنترناشيونال الأمم المتحدة على المشاركة.
وقد اقترح رسميا اليوم الدولي للبنات كقرار من كندا في الجمعية العامة للأمم المتحدة. رعت رونا أمبروز، وزيرة مركز المرأة الكندية القرار. وقدم وفد من النساء والفتيات عروضاً دعماً للمبادرة في لجنة الأمم المتحدة الخامسة والخمسين المعنية بوضع المرأة. صوتت الجمعية العامة للأمم المتحدة لتمرير قرار اعتماد 11 أكتوبر 2012 باعتباره اليوم العالمي الأول للفتيات. ينص القرار على أن يوم الفتيات يعترف بأنَّ «تمكين الفتيات واستثمارهن، اللذان يشكلان أهمية بالغة للنمو الاقتصادي، وتحقيق جميع الأهداف الإنمائية للألفية، بما في ذلك القضاء على الفقر والفقر المدقع، فضلاً عن المشاركة الفعالة للفتيات في القرارات التي تؤثر عليهن، أمور أساسية في كسر دائرة التمييز والعنف وفي تعزيز وحماية التمتع الكامل والفعال بحقوق الإنسان الخاصة بهم، والاعتراف بأن تمكين الفتيات يتطلب مشاركتهن النشطة في عمليات صنع القرار والدعم النشط ومشاركة آبائهن وأولياء أمورهن القانونيين والعائلات ومقدمي الرعاية، وكذلك الفتيان والرجال والمجتمع الأوسع».
لدي يوم الفتيات كل عام موضوع. الأول كان «القضاء علي زواج الأطفال»،  والثاني، في عام 2013 كان «الابتكار من أجل تعليم الفتيات»،  أما الثالث، في عام 2014، فكان «تمكين الفتيات المراهقات: إنهاء دائرة العنف» والرابع، في عام 2015، كان «قوة الفتاة المراهقة: رؤية لعام 2030». كان موضوع عام 2016 هو «تقدم الفتيات = التقدم في الأهداف: ما يهم الفتيات»، كان موضوع عام 2017 هو «تقوية البنات: قبل وأثناء وبعد الأزمات»، وكان موضوع عام 2018 «معها:  قوة الفتاة الماهرة.»
بحلول عام 2013، في جميع أنحاء العالم، كان هناك حوالي 2043 فعالية في يوم الفتيات.

## فعاليات في جميع أنحاء العالم

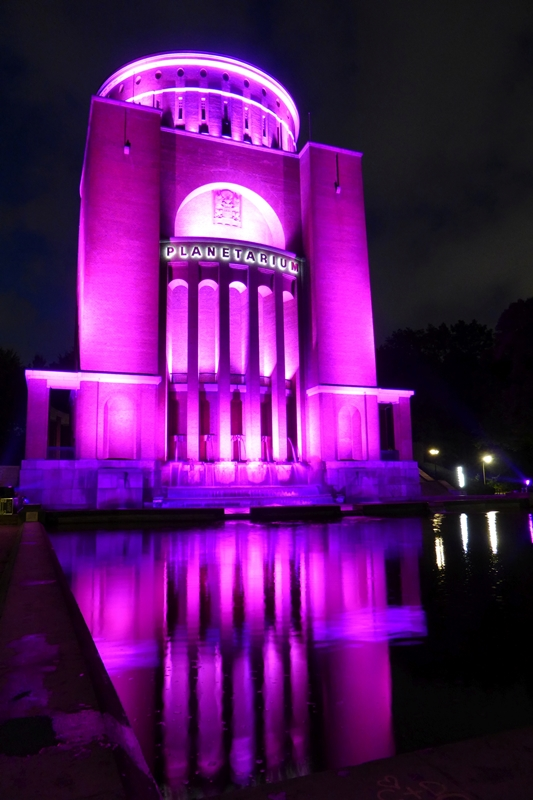
تنير المباني (هنا القبة السماوية هامبورغ) باللون الوردي من قبل بلان انترناشونال لجذب الانتباه إلى مصالح الفتيات في جميع أنحاء العالم.

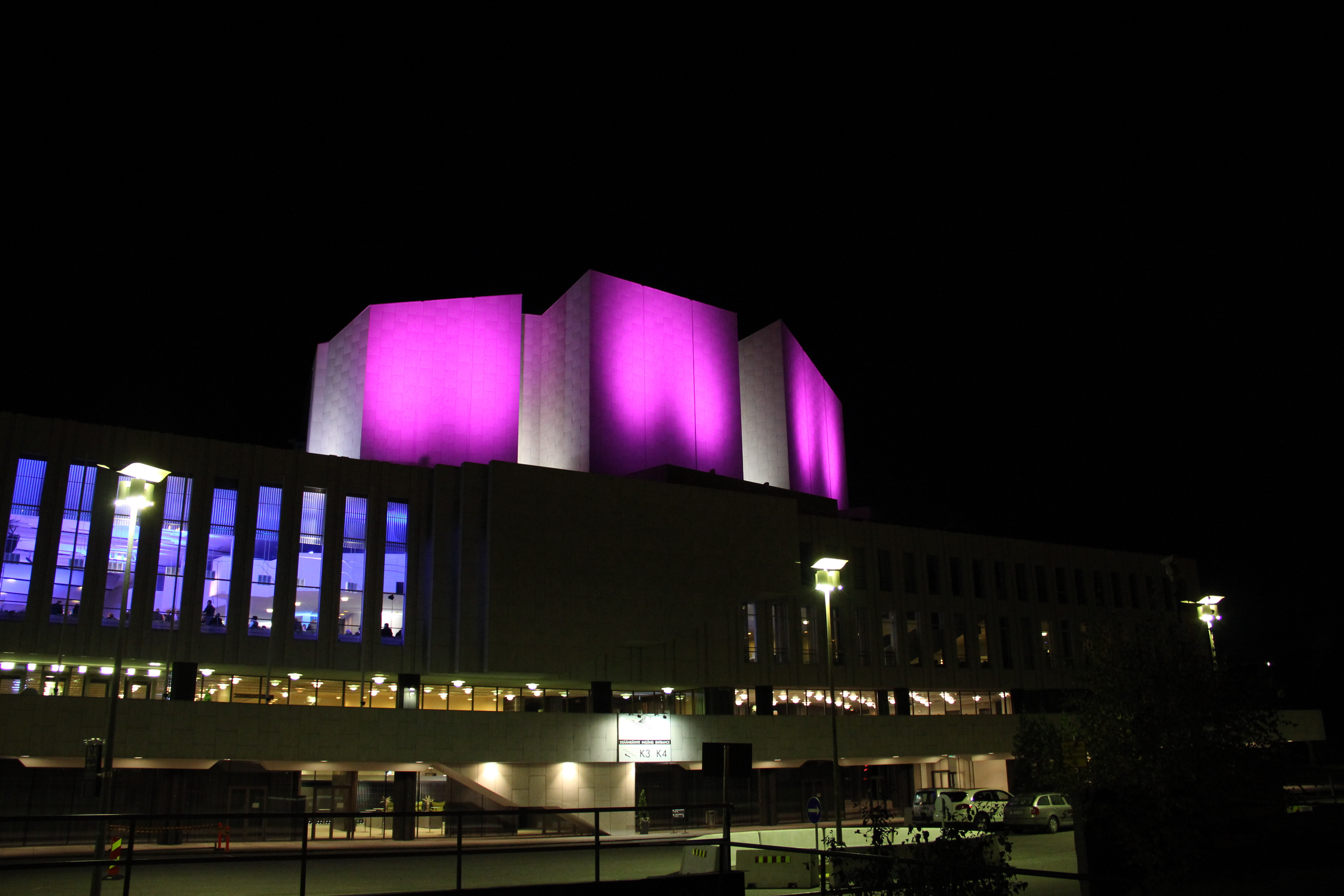
قاعة Pink Finlandia في عام 2012

يتم التخطيط لإقامة العديد من الفعاليات لتعزيز يوم الفتيات في العديد من البلدان. بعضها برعاية الأمم المتحدة، مثل حفل موسيقي في مومباي، الهند. كما تدعم المنظمات غير الحكومية، مثل الفتاة تقود أستراليا، فعاليات وأنشطة اليوم الدولي للفتيات. طوّرت المنظمات المحلية فعالياتها الخاصة، مثل فعالية الفتيات وكرة القدم في جنوب أفريقيا، التي وزعت في عام 2012 تي شيرتات في اليوم الدولي للبنات للاحتفال بمسيرة 1956 Black Sash من قبل 20,000 امرأة. تم عقد فعالية على مدار اليوم في ساوث بانك في لندن في عام 2013، والذي تضمن عروض مسرحية وأفلام تم إنتاجها بواسطة Body Gossip، وهي منظمة تقوم بحملات حول صور الجسد والصحة العقلية. في اليوم الأول من الفعاليات، تم تطوير حدث افتراضي بواسطة Sage Girl و iTwixie لجلب الآلاف من الأفراد والمنظمات معاً عبر الإنترنت.
في عام 2016، نظمت لندن مهرجان نساء العالم (WOW) حيث تم إقران 250 فتاة في سن الدراسة في لندن مع مرشدات. أيضا في عام 2016، أصدر رئيس الولايات المتحدة -باراك أوباما- إعلانا يؤيد إنهاء التفاوت بين الجنسين.
تستخدم وسائل التواصل الاجتماعي الهاشتاج #dayofthegirl لتتبع الأحداث والأخبار عن اليوم.